# Fowlerita
La fowlerita és un mineral de la classe dels silicats. Va ser anomenada l'any 1832 en honor al doctor Samuel Fowler (Newburgh, Nova York, EUA, 30 d'octubre de 1779 - Franklin, Nova Jersey, EUA, 20 de febrer de 1844).

## Característiques
La fowlerita és un inosilicat. Es tracta d'una espècie aprovada per l'Associació Mineralògica Internacional, tot i que actualment es troba en estat qüestionable al ser considerada una varietat de rodonita en la que el manganès és substituït per zinc. La seva fórmula química és (Mn2+,Zn,Ca)SiO₃, tot i que estudis recents suggereixen que el seu terme extrem podria ser CaZnMn₃O15, considerant que la fowlerita és una potencial nova espècie.

## Formació i jaciments
Ha estat trobada als estats de Califòrnia, Nevada, Nou Mèxic i Nova Jersey, als Estats Units. En aquest darrer estat es troba la mina Franklin, al comtat de Sussex, que és l'indret que dona nom a l'espècie. També ha estat mencionada a Mèxic i al Kazakhstan, però dins que l'espècie no sigui correctament definida no es podrà saber amb certesa si els exemplars trobats en aquestes localitats són realment fowlerita o no.